# يوتا سايتا
يوتا سايتا (باليابانية: 西袋 裕太) (مواليد 6 سبتمبر 1994)، هو لاعب كرة قدم سابق كان يلعب كمدافع.

## وصلات خارجية
- يوتا سايتا على موقع رابطة كرة القدم اليابانية للمحترفين (اليابانية)